# تویوناکا، اوساکا
تویوناکا در استان اوساکا در کشور ژاپن  واقع شده‌است  که دارای جمعیت ۳۸۷٬۲۶۹ نفر و مساحت ۳۶٫۳۸ کیلومتر مربع با تراکم جمعیت ۱۰٬۶۴۵  نفر در کیلومترمربع است و در تاریخ ۱۵ اکتبر ۱۹۳۶ به عنوان شهر شناخته شد.